# Crypsotidia mesosema
Crypsotidia mesosema är en fjärilsart som beskrevs av George Francis Hampson 1913. Crypsotidia mesosema ingår i släktet Crypsotidia och familjen nattflyn. Inga underarter finns listade i Catalogue of Life.